# 3745-ös busz
A 3745-ös jelzésű autóbuszvonal Miskolc, Nyékládháza és Tiszaújváros között húzódó regionális vonal, amelyet a Volánbusz Zrt. üzemeltet.

## Útvonala
A miskolci autóbusz-állomásról indul. A 3-as főúton kezdi el útját Mezőkövesd felé, odairányban a főúton, visszirányban a Csabai kapun és a Corvin utcán át közlekedik, melyek a város egyik jelentősebb csomópontjában, a miskolctapolcai elágazásnál érnek össze. Hejőcsaba és Görömböly városrészei mentén hagyja el a várost, párhuzamosan a Budapest–Sátoraljaújhely-vasútvonallal.
Első települését, Mályit az egykori téglagyára felől közelíti meg, vasárnapokon hétköznap kettő, hétvégén egy alkalommal a főúttal párhuzamos Rákóczi utcán közlekedik, de legtöbbször a főúton tartózkodva szeli át, a környék egyik nevezetességének számító Mályi-tavat nem érintve. Innen déli irányban Nyékládháza következik, amelyen belül kettő útvonalon közlekedik, egyik része a Mezőcsát felé vezető úton a belvárosba megy, másik része a főút nyomvonalán marad, majd a város Szemere Bertalan utcájáról a 35-ös főútra kanyarodik, ide csatlakozik be a többi járat. Keresztezi a miskolci vasúti fővonalat, a bányászati munkák miatt itt is gyakoriak a bányatavak, horgásztavak, valamint kavicsbánya is található itt. Ezen az úton mindössze az 1369-es és 1370-es buszok pár járatpárja közlekedik az alábbi buszokon kívül, egyenes szakaszon jut el az M30-as autópálya 14. kilométeri lehajtójához, amely erre az útra nyújt eljutást, a járatok a felüljárón át mennek. Következőnek a 800 fős Nagycsécs jön, melynek szintén van bányatava azon felül, hogy ennek a falunak a határában is megtalálható a Sajó. Következőnek a 2023-as magyarországi vasútbezárások idején pórul járt, Nyékládháza–Tiszaújváros-vasútvonalon fekvő Sajószöged jön, amelynek állomása szintén megszűnt, így vonatpótló autóbuszok közlekednek itt is.
A buszok a vonal végállomását a Tesco áruháza irányából közelítik meg, így érkeznek a járásközpont Tiszaújvárosba. Indításai legnagyobb részben a helyi buszállomáson, kisebb részben az egykori Tiszai Vegyi Kombinát, mai nevén a MOL Petrolkémia Zrt. buszvárójában érnek célba.

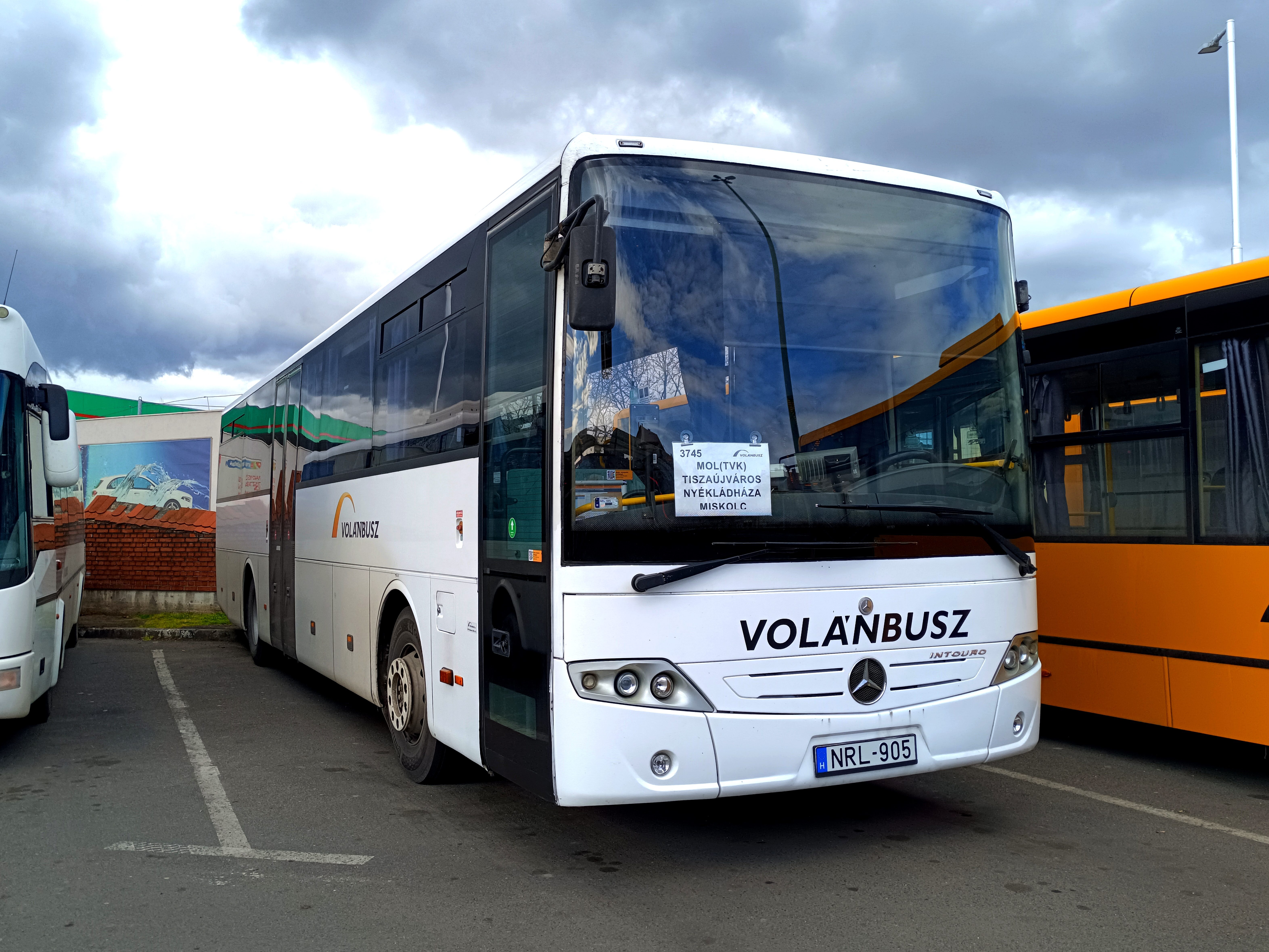
A Petrolkémiáról a Búza térre

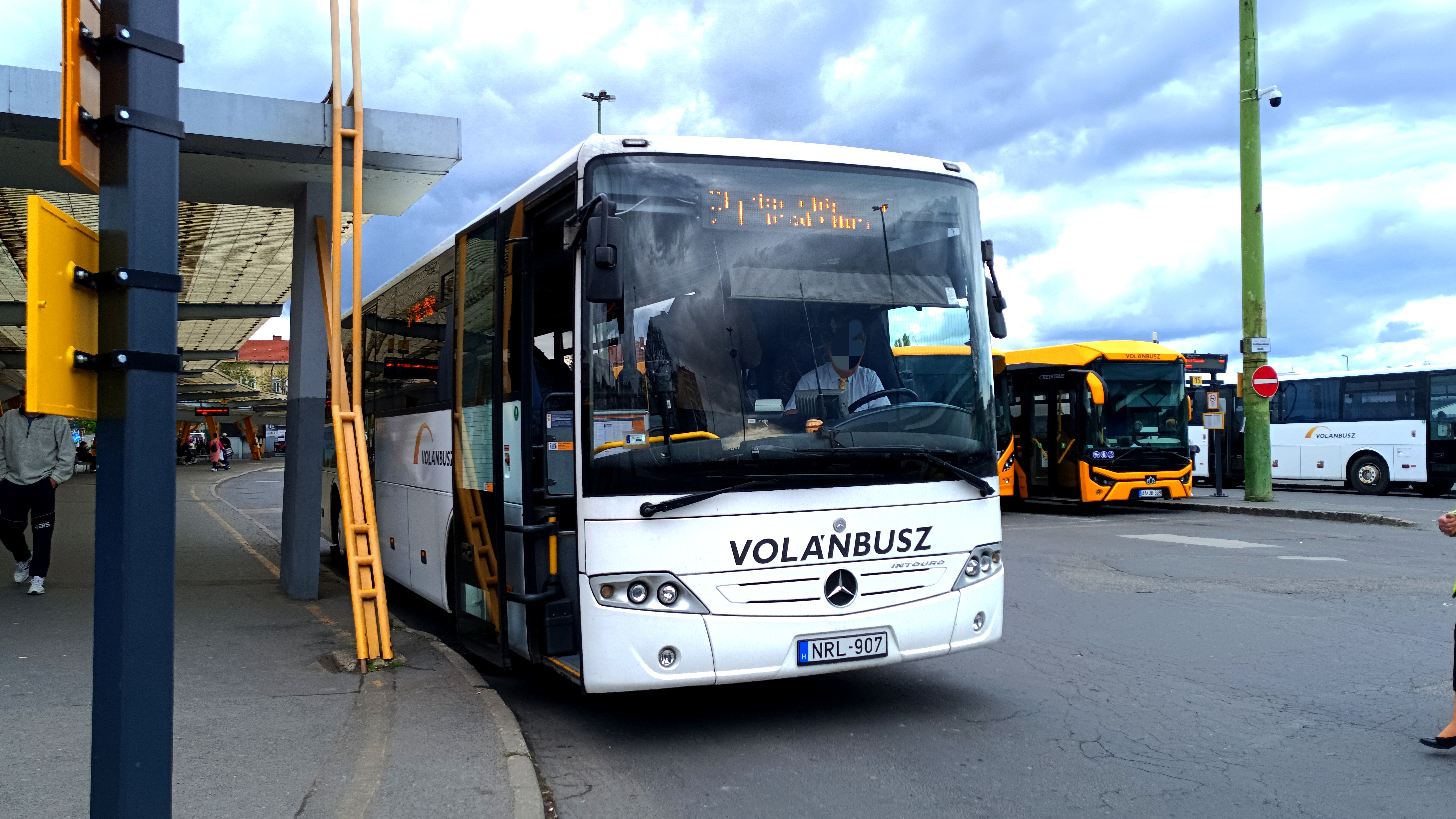
Jellemző a vonalra a Mercedes-Benz Intouro

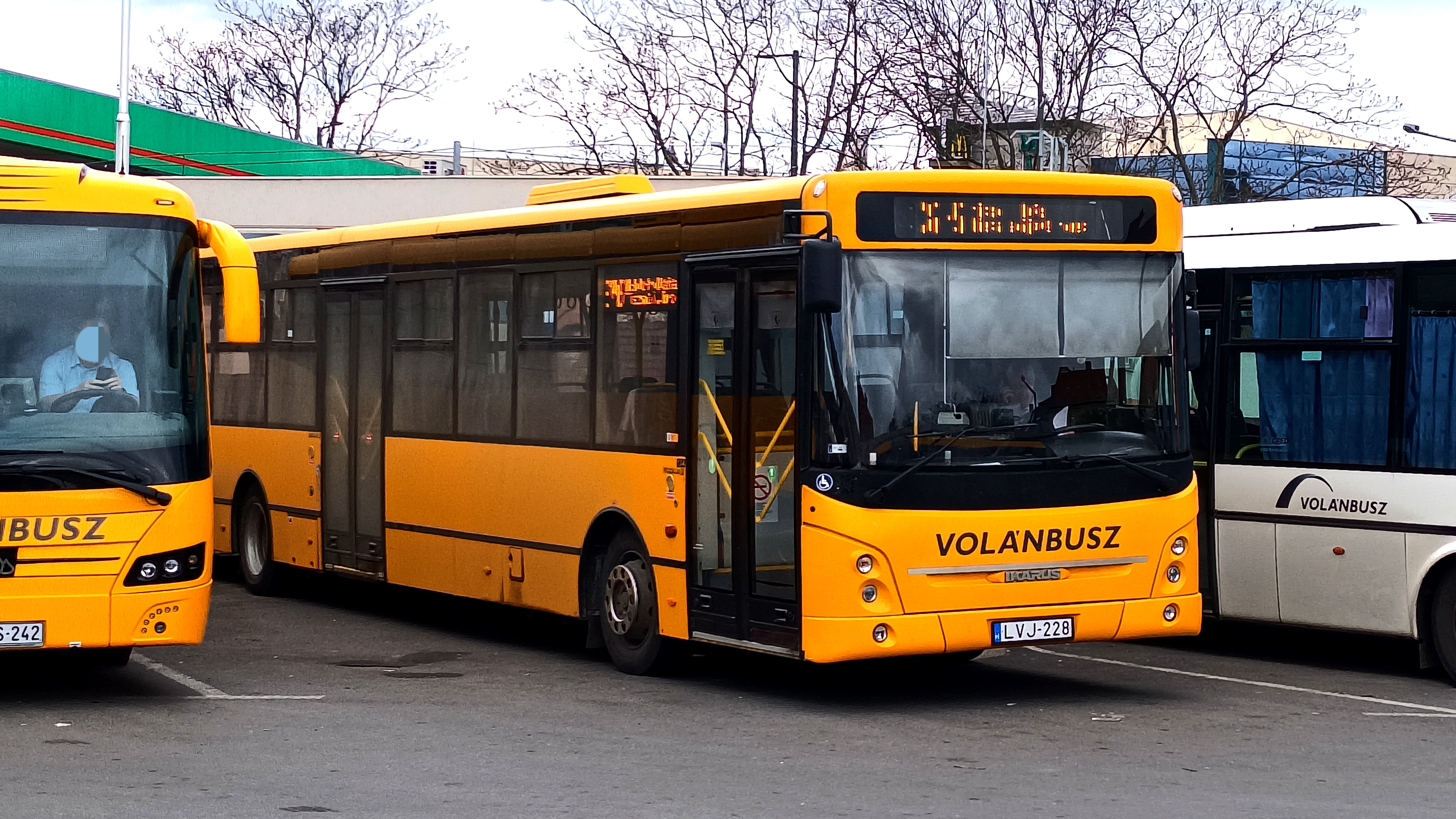
Még a Búzán pihenőzik

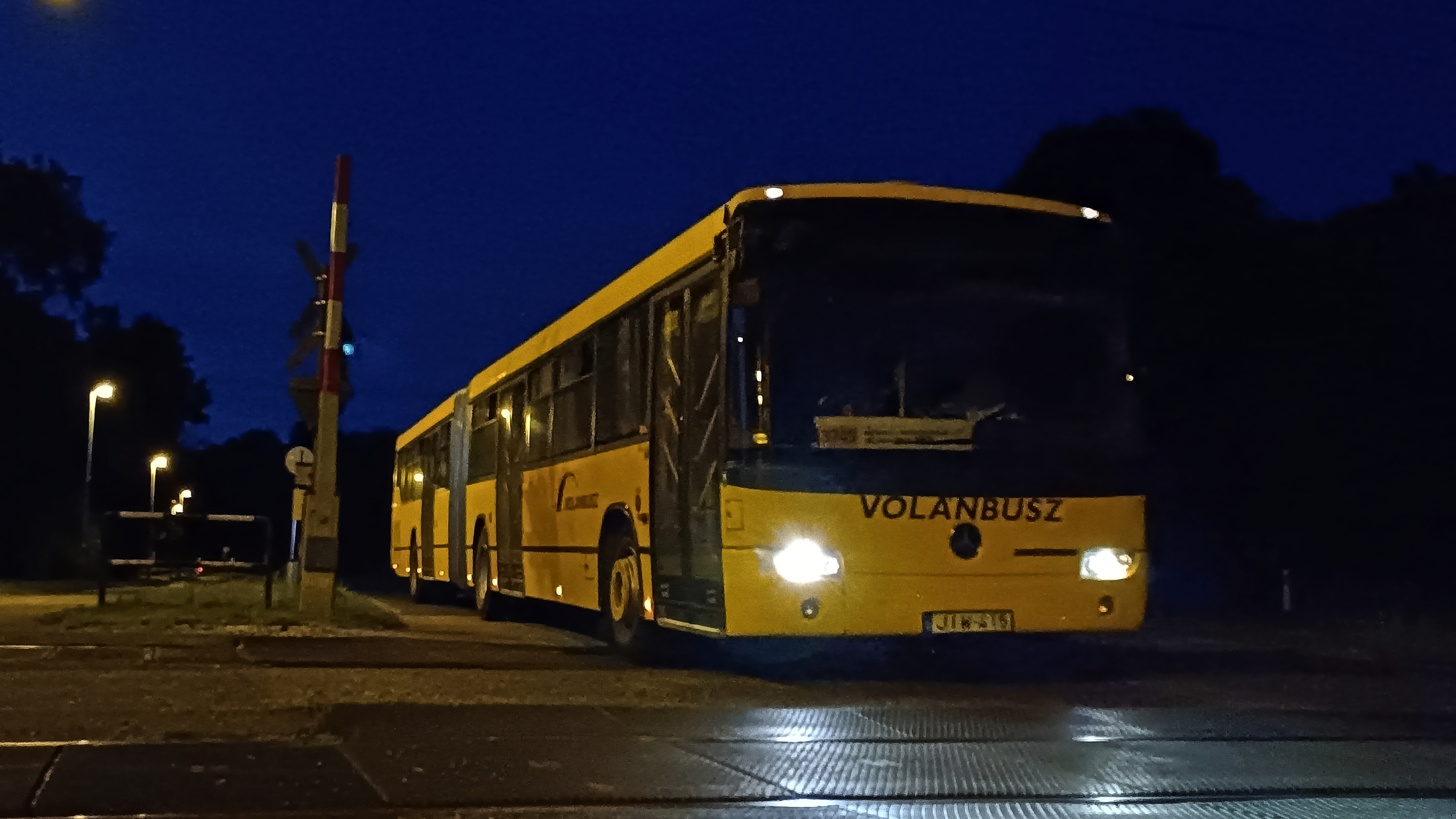
A Petrolkémiához érkezik a csuklós Merci

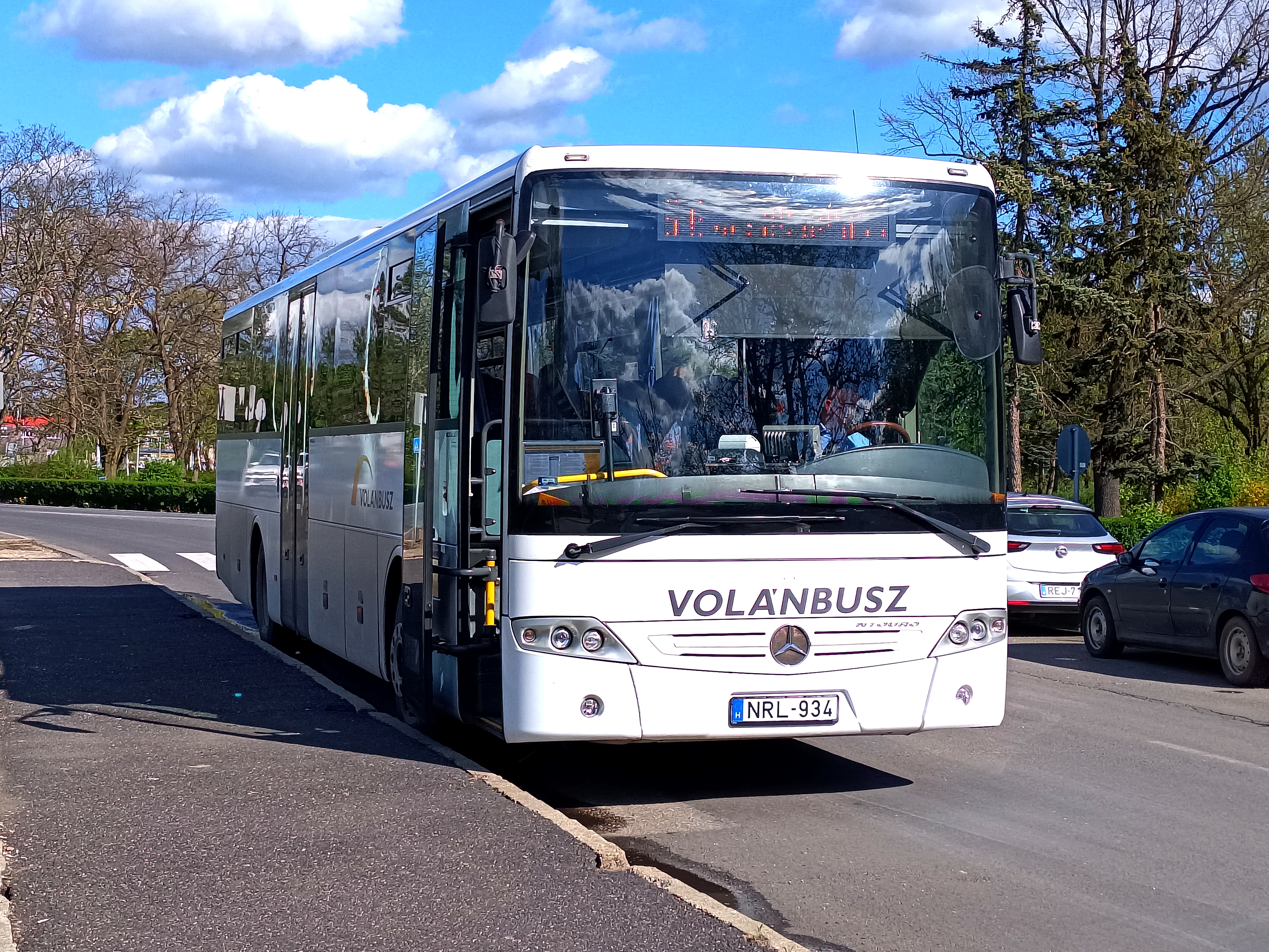
Műszakváltáskor

## Közlekedése
Indításai minden nap történnek, sűrű rendszerességgel. A Miskolcot és Tiszaújvárost összekötő legrövidebb autóbuszvonal (továbbiak: 3731, 3733, 3734, 3737, 3739, 3744, 3752), többféleképpen is megközelíthető az iparváros. Miskolc és Mályi között a 3740-es, Mályi és Nyékládháza között a 3744-es, Nyékládháza és Nagycsécs között az 1369-es és 1370-es, Nagycsécs és Tiszaújváros között a 3744-es buszokkal van egy útvonalon. Az összes erre közlekedő távolsági busz ezen az úton közlekedik, de ezen vonalszámmal is közlekedik számos gyorsjárat, illetve expresszjárat a kettő nagyváros közt.
| Viszonylat                                         | Indításszám     | Közlekedési rend          |
| -------------------------------------------------- | --------------- | ------------------------- |
| Miskolc, aut. áll. – Tiszaújváros, aut. áll.       | 10 pár          | tanítási napokon          |
| Miskolc, aut. áll. – Tiszaújváros, aut. áll.       | 8 oda, 6 vissza | tanszünetben munkanapokon |
| Miskolc, aut. áll. – Tiszaújváros, aut. áll.       | 4 pár           | hétvégén                  |
| Miskolc, aut. áll. – Tiszaújváros, MOL aut. vt.    | 4 oda, 7 vissza | tanítási napokon          |
| Miskolc, aut. áll. – Tiszaújváros, MOL aut. vt.    | 3 oda, 6 vissza | tanszünetben munkanapokon |
| Miskolc, aut. áll. – Tiszaújváros, MOL aut. vt.    | 2 pár           | hétvégén                  |
| Nyékládháza, ónodi elág. ➝ Tiszaújváros, aut. áll. | 1 oda           | naponta                   |

## Megállóhelyei
| 0 | Miskolc, autóbusz-állomás végállomás                | 0.0 km  | 1, 1G, 3, 3A, 4, 7, 11, 12G, 20, 20A, 24, 28, 32, 34G, 35, 43, 44, 45, 101B, 900, 914, 935 1050, 1053, 1369, 1370, 1372, 1373, 1374, 1375, 1376, 1377, 1380, 1381, 1383, 1384, 1410, 1411 3700, 3701, 3702, 3703, 3704, 3705, 3706, 3707, 3708, 3709, 3710, 3711, 3712, 3714, 3715, 3716, 3717, 3718, 3719, 3720, 3721, 3722, 3723, 3724, 3726, 3727, 3728, 3729, 3730, 3731, 3733, 3734, 3735, 3736, 3737, 3738, 3739, 3740, 3741, 3742, 3743, 3744, 3746, 3747, 3748, 3749, 3750, 3751, 3752, 3753, 3754, 3755, 3757, 3760, 3761, 3764, 3765, 3766, 3767, 3770, 3772, 3773, 3774, 3775, 3776, 3777, 4019 |
| 1 | Miskolc, Vörösmarty út (↓)                          | 1.0 km  | 3A, 14G, 21, 21G, 24, 32, 35, 45, 901, Auchan 1 1050, 1369, 1370, 1372, 1375, 1376, 1377, 1380, 1381 3738, 3739, 3740, 3741, 3742, 3743, 3744, 3746, 3747, 3748, 3749, 3750, 3751, 3752, 4019 |
| ∫ | Miskolc, Corvin utca (↑)                            | ∫       | 20, 28, 34, 35, 43, 44, Auchan 1 1369, 1370, 1372, 1375, 1376, 1377, 1410 3738, 3739, 3740, 3741, 3742, 3743, 3744, 3746, 3747, 3748, 3749, 3750, 3751, 3752, 4019 |
| 2 | Miskolc, Lévay József utca (↓)                      | 1.8 km  | 4, 30, 31, 32, 35G, 45 1369, 1370, 1377, 1381 3738, 3739, 3740, 3741, 3742, 3743, 3744, 3746, 3747, 3748, 3749, 3750, 3751, 3752, 4019 |
| ∫ | Miskolc, SZTK rendelő (↑)                           | ∫       | 14, 20, 21, 30, 31, 34, 36, 43, 44, 900, 914, 935 1369, 1370, 1377 3738, 3739, 3740, 3741, 3742, 3743, 3744, 3746, 3747, 3748, 3749, 3750, 3751, 3752, 4019 |
| 3 | Miskolctapolcai elágazás                            | 3.2 km  | 4, 14, 20, 24, 30, 32, 34, 36, 43, 44, 45, 900, 914, 935 1050, 1369, 1370, 1372, 1373, 1374, 1375, 1376, 1377, 1380, 1381, 1410, 1411 3738, 3739, 3740, 3741, 3742, 3743, 3744, 3746, 3747, 3748, 3749, 3750, 3751, 3752, 4019 |
| 4 | Miskolc (Hejőcsaba), gyógyszertár                   | 4.3 km  | 4, 14, 43, 44, 45, 900, 914 1377, 1381 3738, 3739, 3740, 3741, 3742, 3743, 3744, 3746, 3747, 3748, 3749, 3750, 3751, 3752, 4019 |
| 5 | Miskolc (Hejőcsaba), cementgyár                     | 5.0 km  | 4, 14, 43, 44, 45, 900, 914 1377, 1381 3738, 3739, 3740, 3741, 3742, 3743, 3744, 3746, 3747, 3748, 3749, 3750, 3751, 3752, 4019 |
| 6 | Miskolc, Görömböly bejárati út (↓)                  | 5.8 km  | 4, 43, 44, 53 1377, 1381 3738, 3739, 3740, 3741, 3742, 3743, 3744, 3746, 3747, 3748, 3749, 3750, 3751, 3752, 4019 |
| 7 | Miskolc, harsányi útelágazás                        | 6.5 km  | 4, 43, 44, 53 1050, 1369, 1372, 1375, 1376, 1377, 1381 3738, 3739, 3740, 3741, 3742, 3743, 3744, 3746, 3747, 3748, 3749, 3750, 3751, 3752, 4019 |
| 8 | Miskolci Állami Gazdaság                            | 8.8 km  | 1377, 1381 3739, 3740, 3741, 3742, 3743, 3744, 3747, 3748, 3749, 3750, 4019 |
| 9 | Mályi, Agroker bejárati út                          | 9.7 km  | 1370, 1377, 1381 3739, 3740, 3741, 3742, 3743, 3744, 3747, 3748, 3749, 3750, 4019 |
| 10 | Mályi, téglagyár                                    | 10.3 km | 1370, 1377, 1381 3739, 3740, 3741, 3742, 3743, 3744, 3747, 3748, 3749, 3750, 4019 |
| 11 | Mályi, bolt                                         | 11.1 km | 1050, 1369, 1370, 1372, 1375, 1376, 1377, 1380, 1381, 1410 3739, 3740, 3741, 3742, 3743, 3744, 3747, 3748, 3749, 3750, 4019 |
| Munkanapokon 2; hétvégén 1 alkalommal érintett.                                                                                             |                                                     |         | |
| ∫ | Mályi, Rákóczi utca                                 | ∫       | 3739, 3740, 3743, 3744 |
| ∫ | Mályi, József Attila utca                           | ∫       | 3739, 3740, 3743, 3744 |
| 12 | Mályi, lakótelep                                    | 11.8 km | 1377, 1381 3739, 3741, 3742, 3743, 3744, 3747, 3748, 3749, 3750, 4019 |
| 13 | Nyékládháza, ónodi elágazás vonalközi végállomás    | 13.4 km | 1369 3739, 3741, 3742, 3743, 3744 |
| 14 | Nyékládháza, gyógyszertár                           | 14.2 km | 1369 3739, 3741, 3742, 3743, 3744 |
| 15 | Nyékládháza, Viola út                               | 14.9 km | |
| Tanítási napokon 3; tanszünetben munkanapokon 2; hétvégén 1 alkalommal érintett az Ónodi elágazás, Gyógyszertár, Viola út megállók helyett. |                                                     |         | |
| ∫ | Nyékládháza, Szemere utca 53.                       | ∫       | 1050, 1369, 1370, 1372, 1375, 1376, 1377, 1380, 1381, 1410 3747, 3748, 3749, 3750, 4019 |
| 16 | Nyékládháza, Mezőpanel                              | 16.2 km | 1369, 1370 |
| 17 | Nyékládháza, kavicsbánya                            | 16.7 km | |
| 18 | Muhi, emlékmű                                       | 21.4 km | 1370 |
| 19 | Nagycsécs, újtelep                                  | 23.8 km | 3734, 3737, 3739, 3744, 3752, 3971, 4009 |
| 20 | Nagycsécs, posta                                    | 24.4 km | 1369, 1370, 1372, 1426, 1427 3734, 3737, 3739, 3744, 3752, 3971, 4009 |
| 21 | Sertéstenyésztő telep                               | 26.0 km | 3734, 3737, 3739, 3744, 3752, 3971 |
| 22 | Sajószöged, hejőbábai elágazás                      | 27.2 km | 1370 3734, 3737, 3739, 3744, 3752, 3966, 3967, 3968, 3969, 3971, 4009 |
| 23 | Sajószöged, községháza                              | 28.1 km | 1369, 1370, 1372, 1426, 1427 3734, 3737, 3739, 3744, 3752, 3966, 3967, 3968, 3969, 3970, 3971, 4009 vonatpótló – Sajószöged (89) |
| 24 | Sajószöged, szabadidő park                          | 28.6 km | 1370 3737, 3744, 3966, 3967, 3970, 3971, 4009 |
| Munkanapokon 2; hétvégén 3 alkalommal érintett.                                                                                             |                                                     |         | |
| ∫ | Tiszaújváros, Tesco                                 | ∫       | 3734, 3737, 3739, 3744, 3752, 3966, 3967, 3968, 3969, 3970, 3971 |
| 25 | Tiszaújváros, autóbusz-állomás vonalközi végállomás | 32.0 km | 1, 1A, 2, 3 1055 1369, 1370, 1372, 1373, 1374, 1410, 1426, 1427 3731, 3733, 3737, 3739, 3744, 3752, 3952, 3960, 3963, 3965, 3966, 3967, 3968, 3969, 3970, 3971, 3974, 3975, 4008, 4009, 4240, 4241, 4484 vonatpótló – Tiszaújváros (89) |
| Tanítási napokon 8; tanszünetben munkanapokon 6; hétvégén 3 alkalommal érintett.                                                            |                                                     |         | |
| ∫ | Tiszaújváros, művelődési ház                        | ∫       | 2, 3 3731, 3733, 3737, 3739, 3744, 3952, 3960, 3963, 3965, 3966, 3968, 3970, 3971, 3975, 4008, 4240, 4241, 4484 |
| 26 | Tiszaújváros, bejárati út                           | 33.0 km | 2 1369, 1370, 1372, 1410, 1426, 1427, 1450 3731, 3733, 3737, 3739, 3744, 3952, 3960, 3963, 3964, 3965, 3966, 3968, 3970, 3971, 3975, 4008, 4240, 4241, 4484 |
| 27 | Tiszaújváros, MOL autóbusz-váróterem végállomás     | 34.3 km | 1450 3731, 3733, 3737, 3952, 3960, 3963, 3964, 3965, 3966, 3968, 3970, 3971, 3975, 4008, 4240, 4484 |